# Panasonic Lumix DMC-GX85/GX80
Le Panasonic Lumix DMC-GX80 est un appareil photographique numérique de type hybride de la marque Panasonic annoncé en mai 2014.